# نشان خدمت ممتاز
نشان خدمت ممتاز (انگلیسی: Distinguished Service Order) یک نشان نظامی متعلق به بریتانیا و پیش‌تر در اتحادیه کشورهای مشترک‌المنافع است که به پاس شجاعت عملیاتی برای فرماندهی و رهبری بسیار موفق در طول عملیات فعال، در نبرد واقعی، اعطا می‌شود. نشان خدمت ممتاز نخستین بار در سال ۱۸۸۶ اعطا شد.
در بریتانیا، نشان‌های نظامی با صلیب شجاعت آشکار و صلیب سرخ سلطنتی برابری می‌کنند و از سال ۱۹۹۳، نشان شجاعت برجسته واجد شرایط دریافت تمام رتبه‌هایی است که به طور خاص برای "فرماندهی و رهبری بسیار موفق در طول عملیات فعال" اعطا می‌شود.